# 시드니 홀런드
시드니 조지 홀런드 경(영어: Sir Sidney George Holland, 1893년 10월 18일~1961년 8월 5일)은 뉴질랜드의 정치인이며 1949년부터 1957년까지 제25대 뉴질랜드의 총리를 역임했다. 그는 20세기 후반 상당 기간 뉴질랜드의 정치를 지배했던 뉴질랜드 국민당의 창당과 통합에 중요한 역할을 했다.
1940년 홀런드는 국민당의 제2대 당대표, 야당대표가 되었다. 그는 전쟁 내각에서 잠시 근무(1942년)했지만 그 후 노동당 정부의 개입주의적 경제 정책을 공격했다. 홀런드는 1949년선거를 국민당의 첫 승리로 이끌었다. 그의 국가 정부는 온건한 경제 개혁을 시행하여 많은 국가 통제를 해체했다. 홀런드의 정부도 1950년 의회의 상원인 입법회(Legislative council)를 폐지하는 등 실효성이 없다는 이유로 헌법개정을 단행했다.
1951년, 홀런드는 소위 "산업 무정부 상태"(industrial anarchy)에 몰두하는 파업 선착장들과 석탄 광부들과 맞닥뜨려 왔으며, 조기 선거로 재선되었다. 두 번째 임기 동안, 국가 정부는 호주와 미국과 앤저스 방위 협정에 서명했다. 홀런드는 1954년 그의 당을 3연승으로 이끌었다. 1957년 건강이 나빠진 홀런드는 총리직에서 물러났고, 키스 홀리오크가 권력을 승계받았다.

## 역대 선거 결과
| 선거명      | 직책명                                | 대수 | 정당            | 득표율 | 득표수  | 결과 | 당락                              |
| ----------- | ------------------------------------- | ---- | --------------- | ------ | ------- | ---- | --------------------------------- |
| 1935년 선거 | 하원의원 (크라이스트처치 노스 선거구) | 25대 | 개혁당          | 45.11% | 5,527표 | 1위  | 크라이스트처치 노스 하원의원 당선 |
| 1938년 선거 | 하원의원 (크라이스트처치 노스 선거구) | 26대 | 뉴질랜드 국민당 | 0%     | -표     | 1위  | 크라이스트처치 노스 하원의원 당선 |
| 1943년 선거 | 하원의원 (크라이스트처치 노스 선거구) | 27대 | 뉴질랜드 국민당 | 55.23% | 8,542표 | 1위  | 크라이스트처치 노스 하원의원 당선 |
| 1946년 선거 | 하원의원 (펜달턴 선거구)              | 28대 | 뉴질랜드 국민당 | 61.44% | 8,065표 | 1위  | 펜달턴 하원의원 당선              |
| 1949년 선거 | 하원의원 (펜달턴 선거구)              | 29대 | 뉴질랜드 국민당 | 64.02% | 8,632표 | 1위  | 펜달턴 하원의원 당선              |
| 1951년 선거 | 하원의원 (펜달턴 선거구)              | 30대 | 뉴질랜드 국민당 | 67.15% | 8,546표 | 1위  | 펜달턴 하원의원 당선              |
| 1954년 선거 | 하원의원 (펜달턴 선거구)              | 31대 | 뉴질랜드 국민당 | 56.17% | 7,852표 | 1위  | 펜달턴 하원의원 당선              |